# گمینا گرونوالد
گمینا گرونوالد (به لهستانی:  Gmina Grunwald) یک گمینا در لهستان است که در شهرستان اوسترودا واقع شده‌است. گمینا گرونوالد ۱۷۹٫۸۴ کیلومتر مربع مساحت و ۵٬۶۴۸ نفر جمعیت دارد.